# Børnehjælpsdag. Omkring 1920-1925
Børnehjælpsdag. Omkring 1920-1925 er en dansk dokumentarfilm fra 1920'erne, der er instrueret af Peter Elfelt.

## Handling
Denne artikel mangler et handlingsreferat. Hjælp os med at skrive det.